# Halles de Tours
Les Halles de Tours est un marché couvert situé place Gaston-Pailhou dans le Vieux-Tours. il regroupe une quarantaine de commerçants.

## Les anciennes Halles

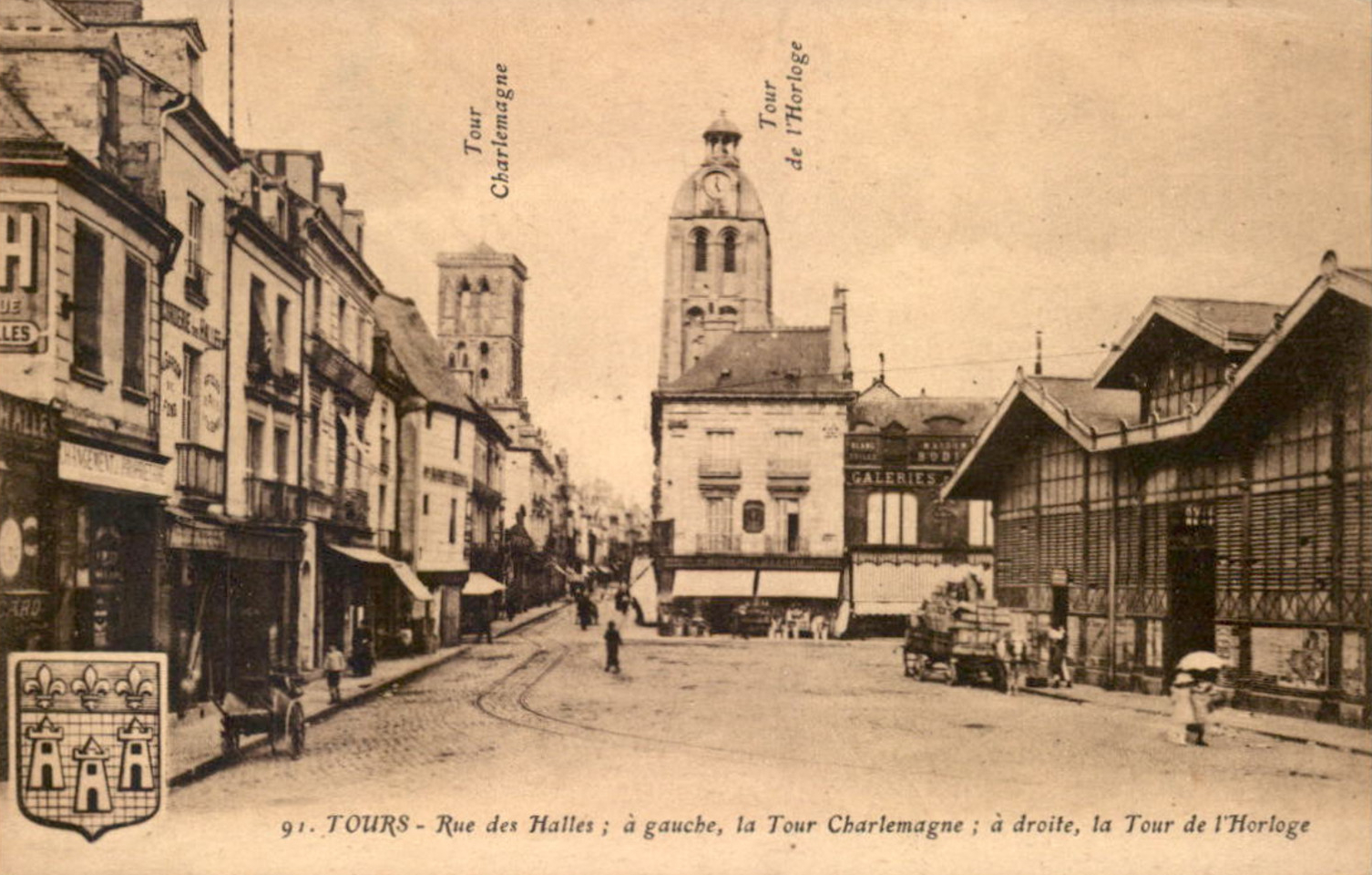
Les anciennes halles (a droite).

Dès 1832 le conseil municipal de Tours lance une commission chargée d’étudier l'idée de Halles. Finalement c'est en 1864 que le projet voit vraiment le jour. Il est réalisé par Gustave Guérin sur le modèle des Halles de Paris. Les pavillons sont alors d'architecture métallique, comme l'avait fait Victor Baltard au cœur de la capitale. 
L'endroit choisi est la place d’Aumont (aujourd’hui place Gaston-Paillhou), ce grand espace accueille d'ailleurs déjà un grand marché qui est très fréquenté. L'imposant projet des Halles nécessite de modifier les rues qui y mènent. Ainsi les vestiges de l'ancienne collégiale Saint-Martin sont partiellement rasés et la municipalité aménage la rue des Halles perpendiculairement à la rue Nationale.
Les travaux se terminent le 15 août 1866 (fête de la Vierge Marie et Fête Nationale de l’Empire) et l'inauguration a lieu en présence des autorités civiles et militaires. Les halles sont agrandies vers le nord à partir de 1883 ce qui entraîne la destruction de l'église Saint-Clément.
Une vingtaine d'années après la Seconde Guerre mondiale, l'essor de la ville de Tours imposera de rénover ces pavillons métalliques. Le maire de Tours Jean Royer les fait détruire (en 1976) et le marché de gros est déménagé à l'est de la ville dans le quartier Rochepinard. 
À la place des vieux pavillons, on construit en avril 1977 un imposant bâtiment dans l’optique de donner une nouvelle vie au quartier, sur les plans des architectes Jean-Claude Drouin et Michel Georginadi. Son inauguration a lieu le 26 avril 1980.

## Les Halles de Tours
L'édifice prend l'allure d'un grand « Paquebot » à dominante blanche, il se compose de nombreuses vitres. Au rez-de-chaussée, une partie du bâtiment abrite deux banques, une maison de la presse, une parfumerie, une enseigne de surgelés… Une autre partie propose des boulangeries, des boucheries, des charcuteries, des poissonneries, des crèmeries, des étalages de fruits et légumes, une cave à vin, un vendeur d’épices, traiteurs italiens et vietnamiens. Les étages les Halles de Tours renferment des bureaux, une salle polyvalente et les studios de France 3 Tours.
Un parking souterrain se situe sous l'édifice.
Les halles comme « ventre de Tours » attirent beaucoup de monde. Les produits qui y sont proposés sont réputés d'une grande qualité gastronomique.

## Galerie

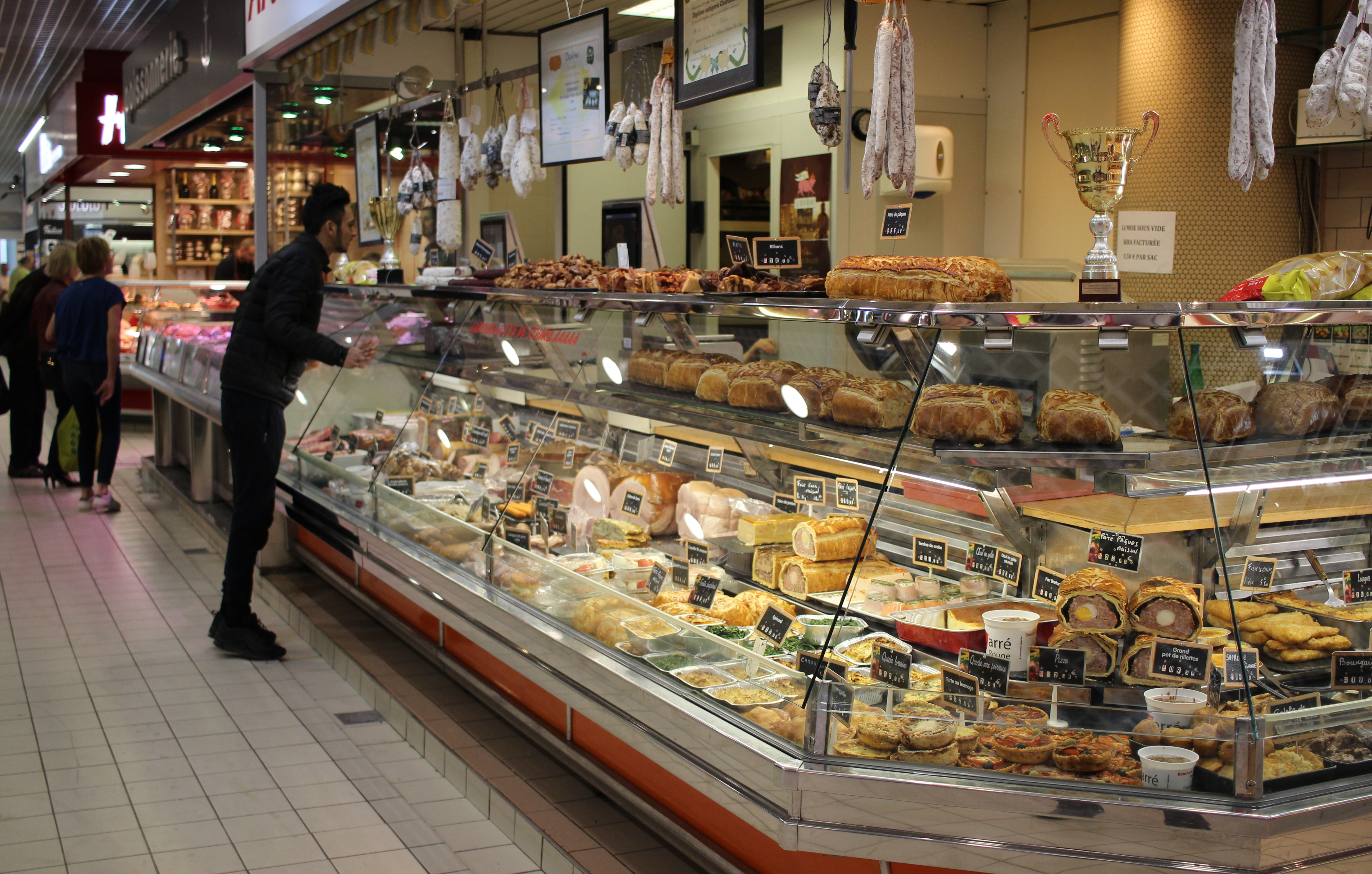
Étal de charcuterie des Halles
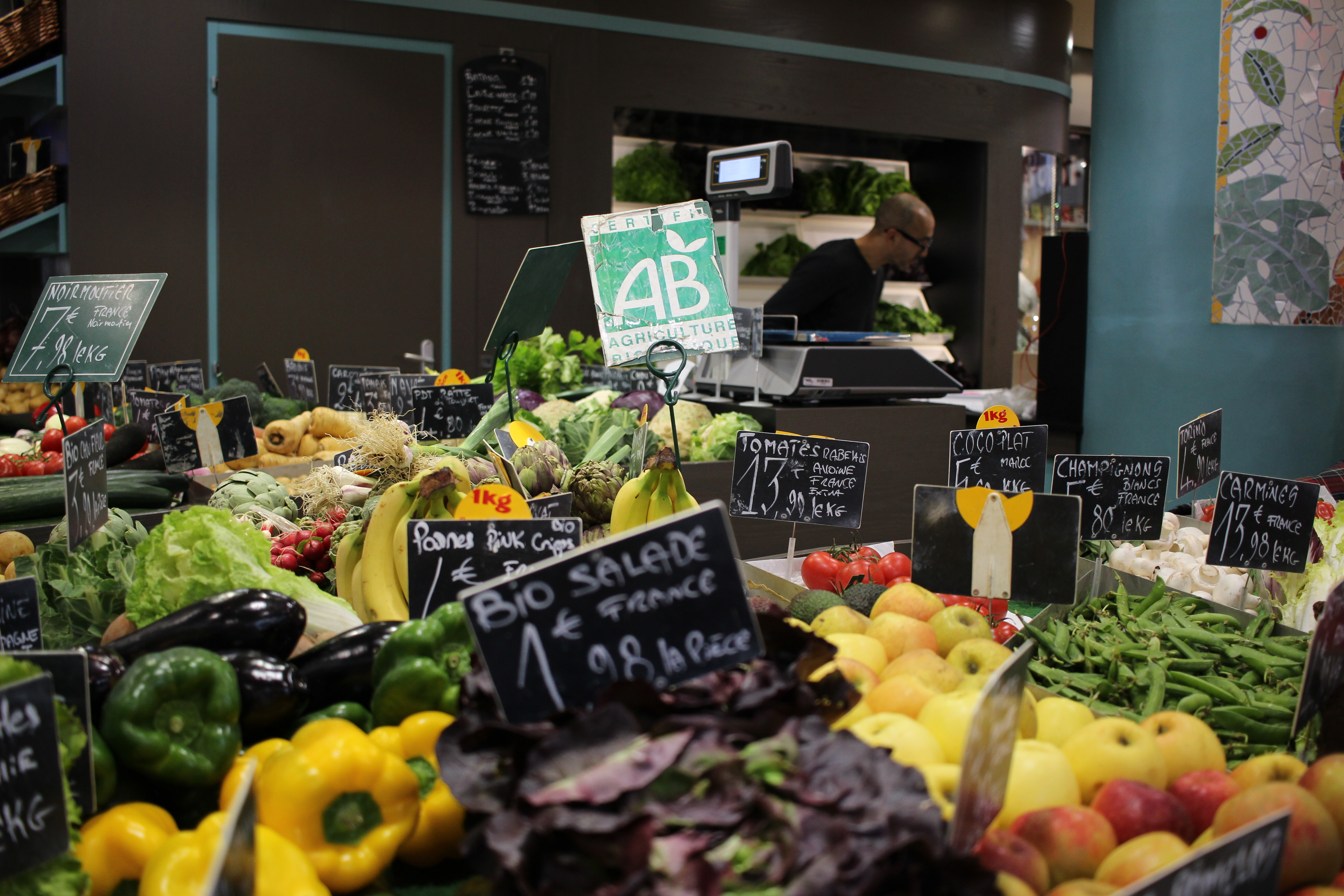
Magasin de fruits et légumes
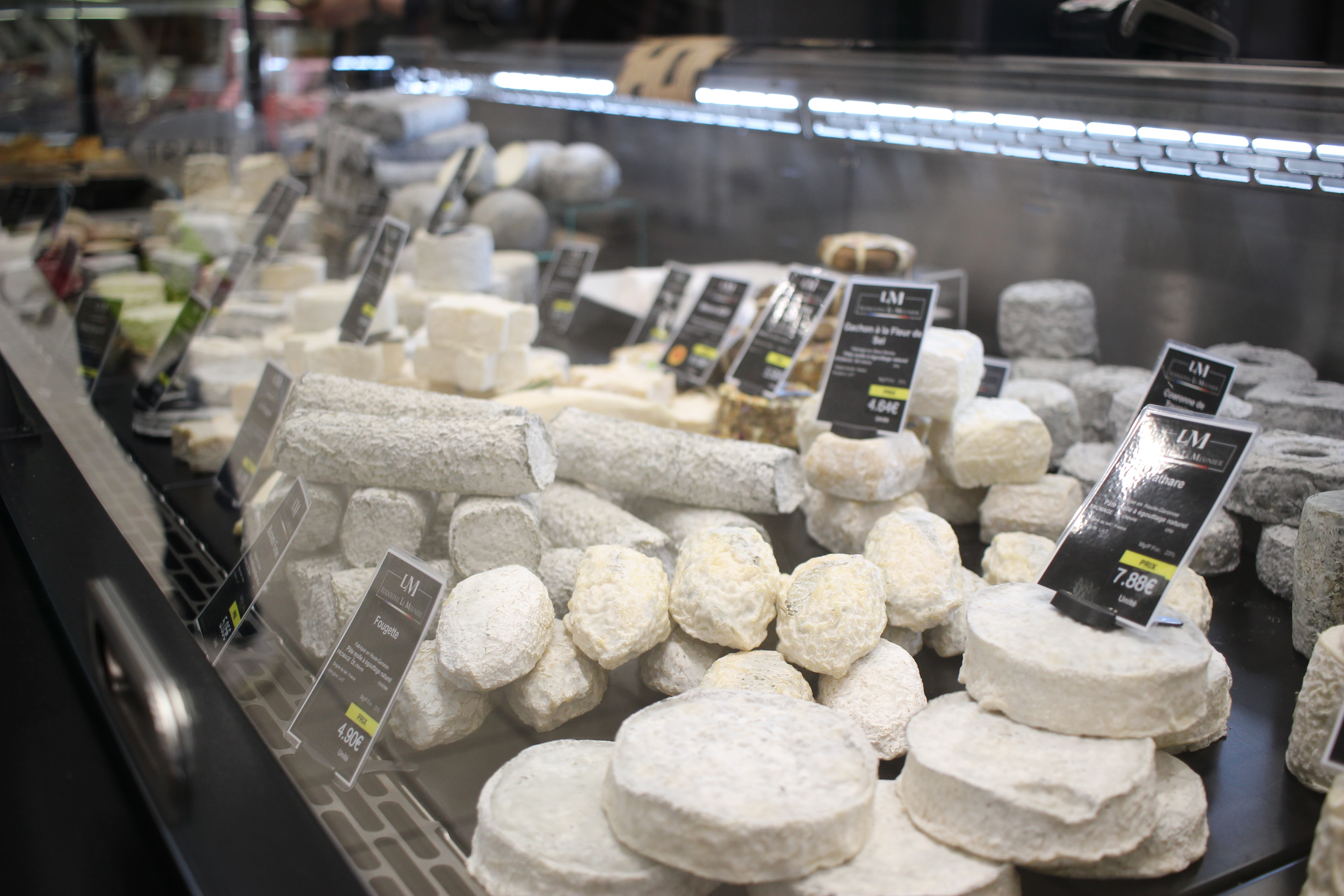
Vitrine d'une fromagerie
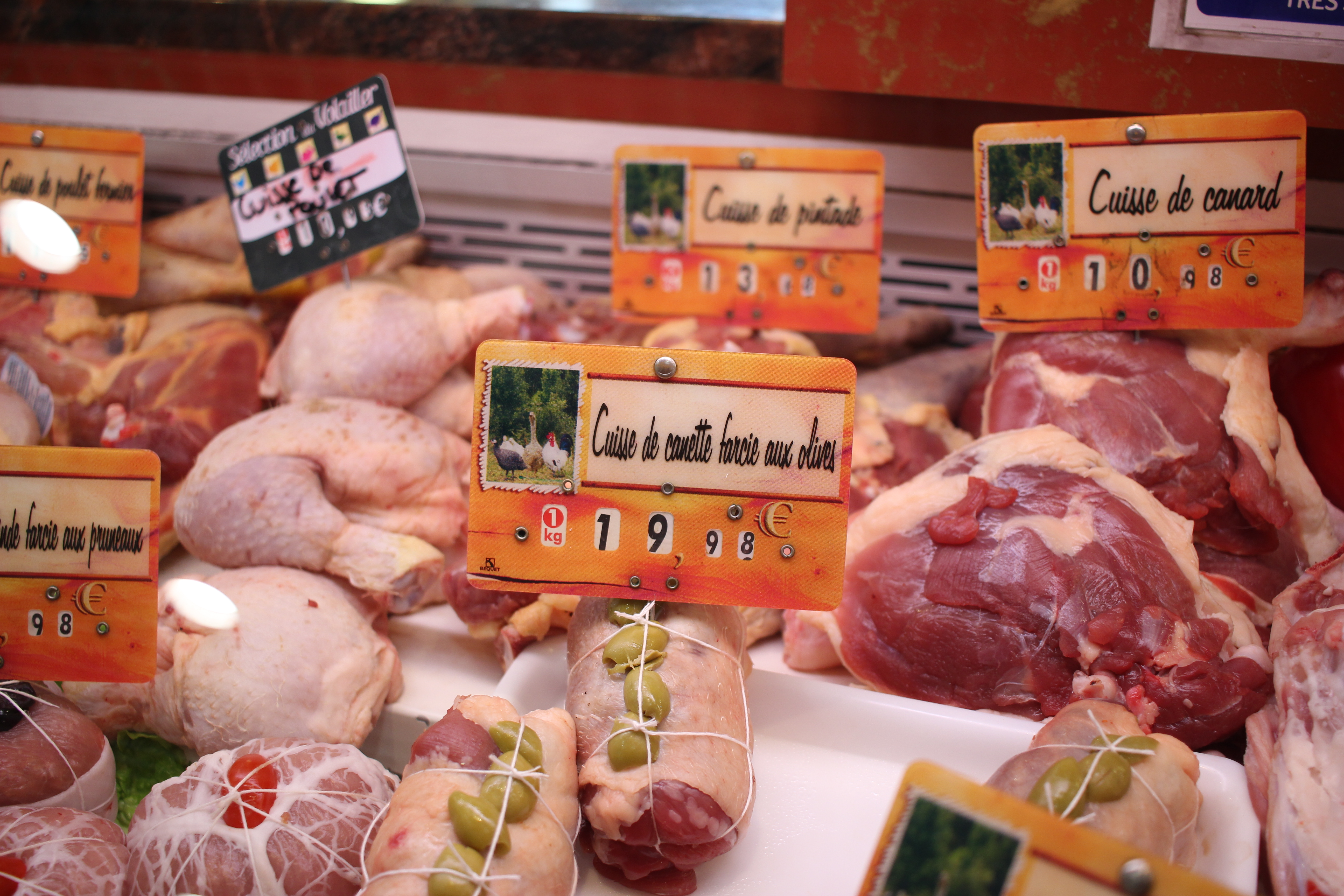
Produits dans une vitrine de boucher

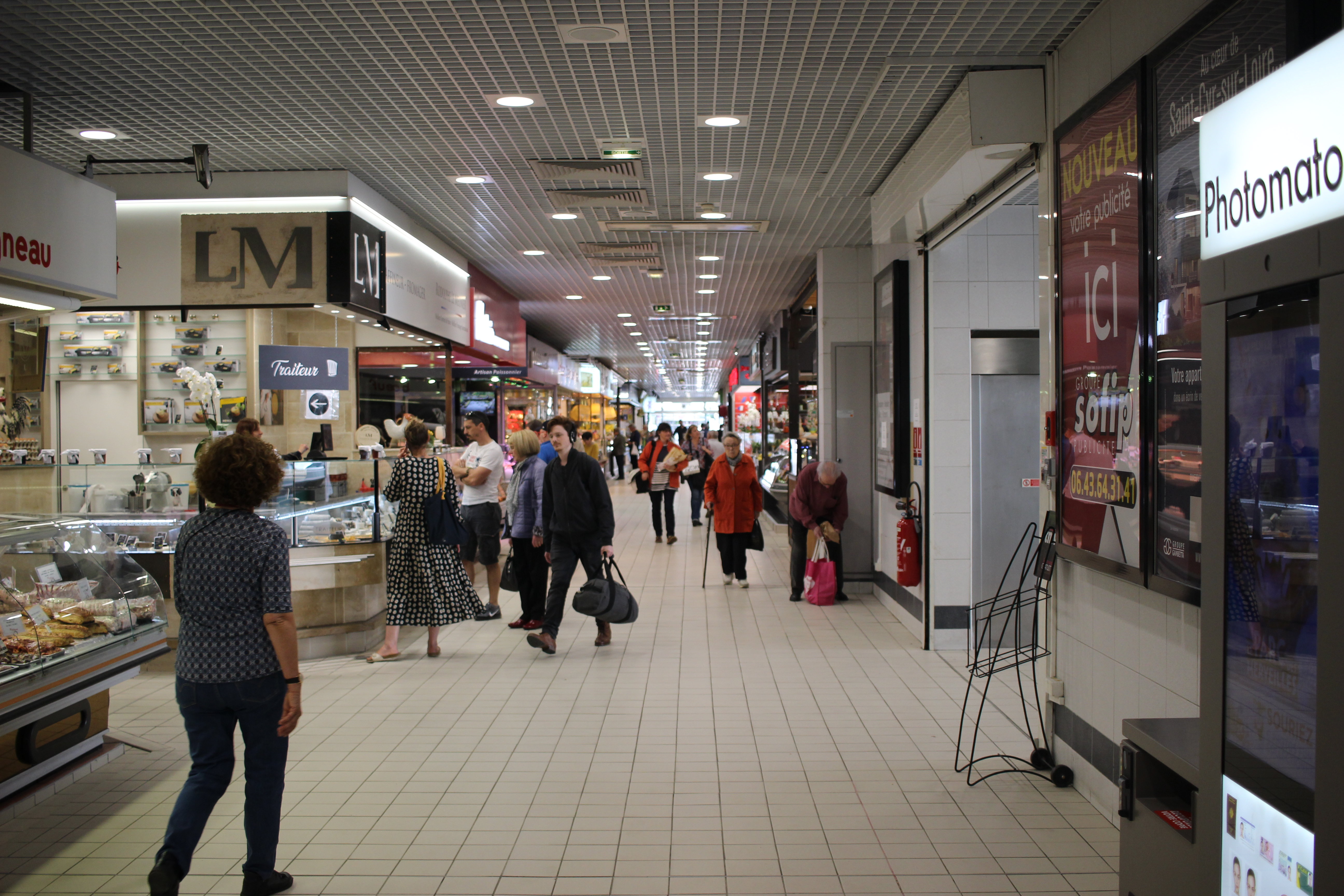
Allée principale
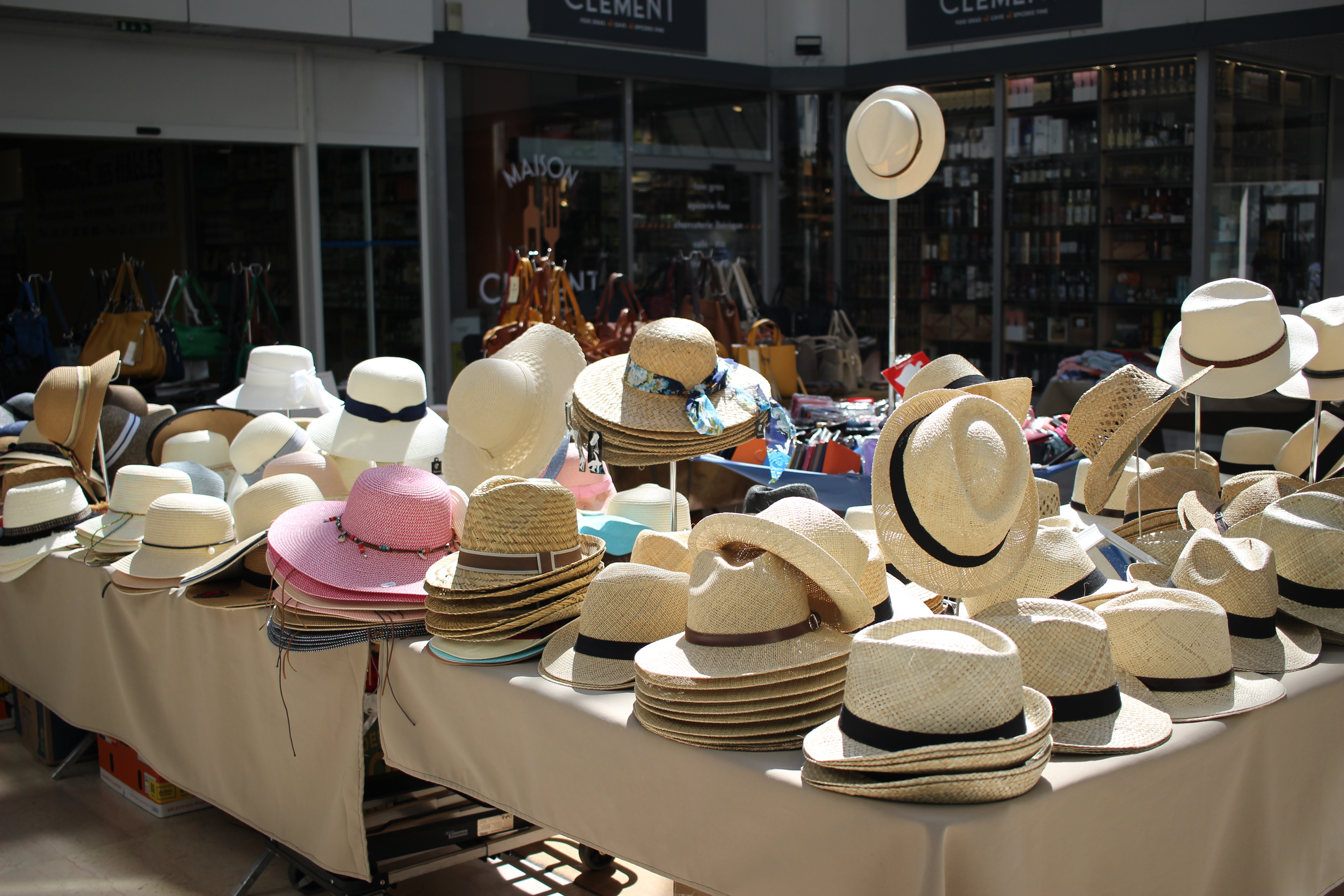
Étal à chapeaux
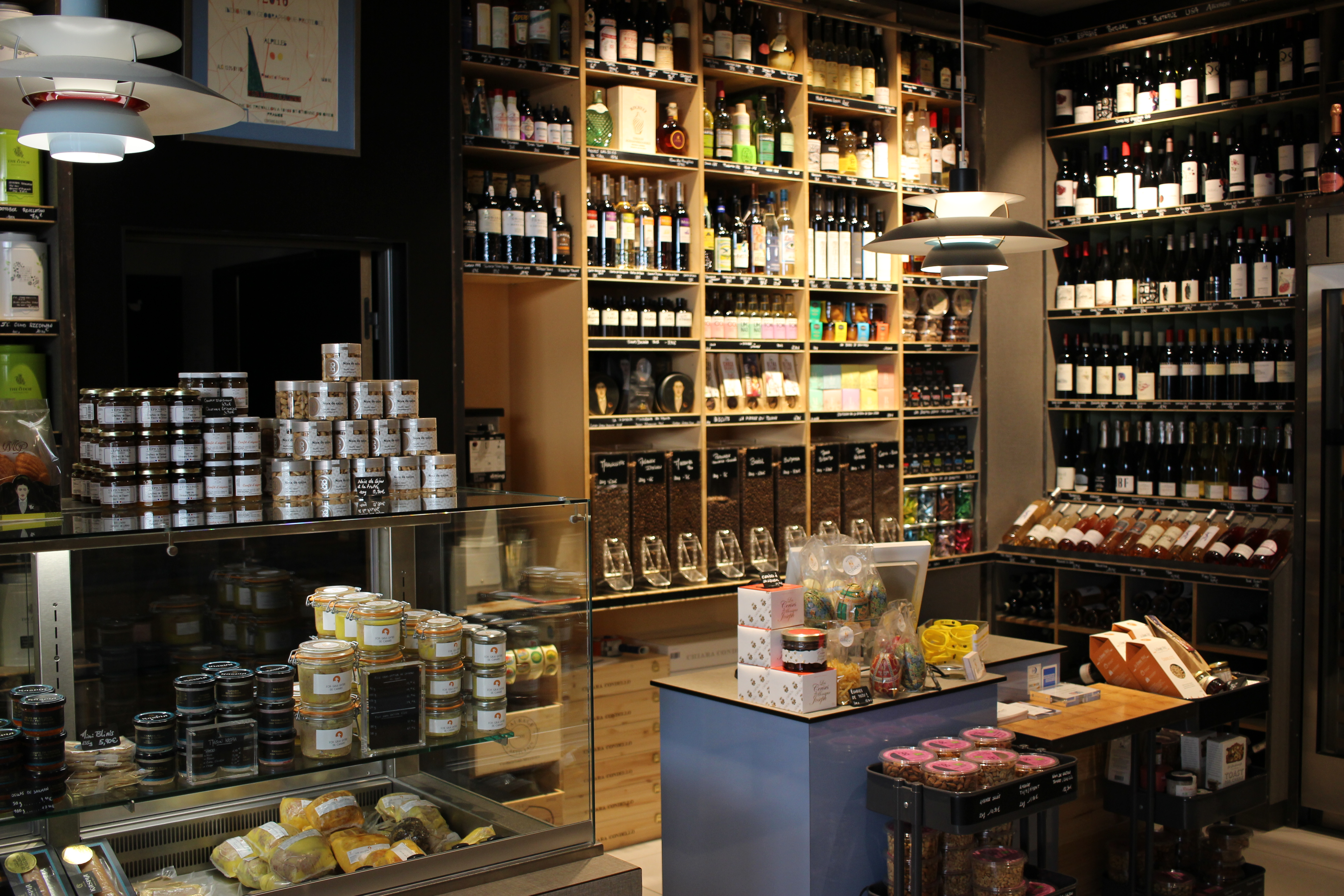
Épicerie fine
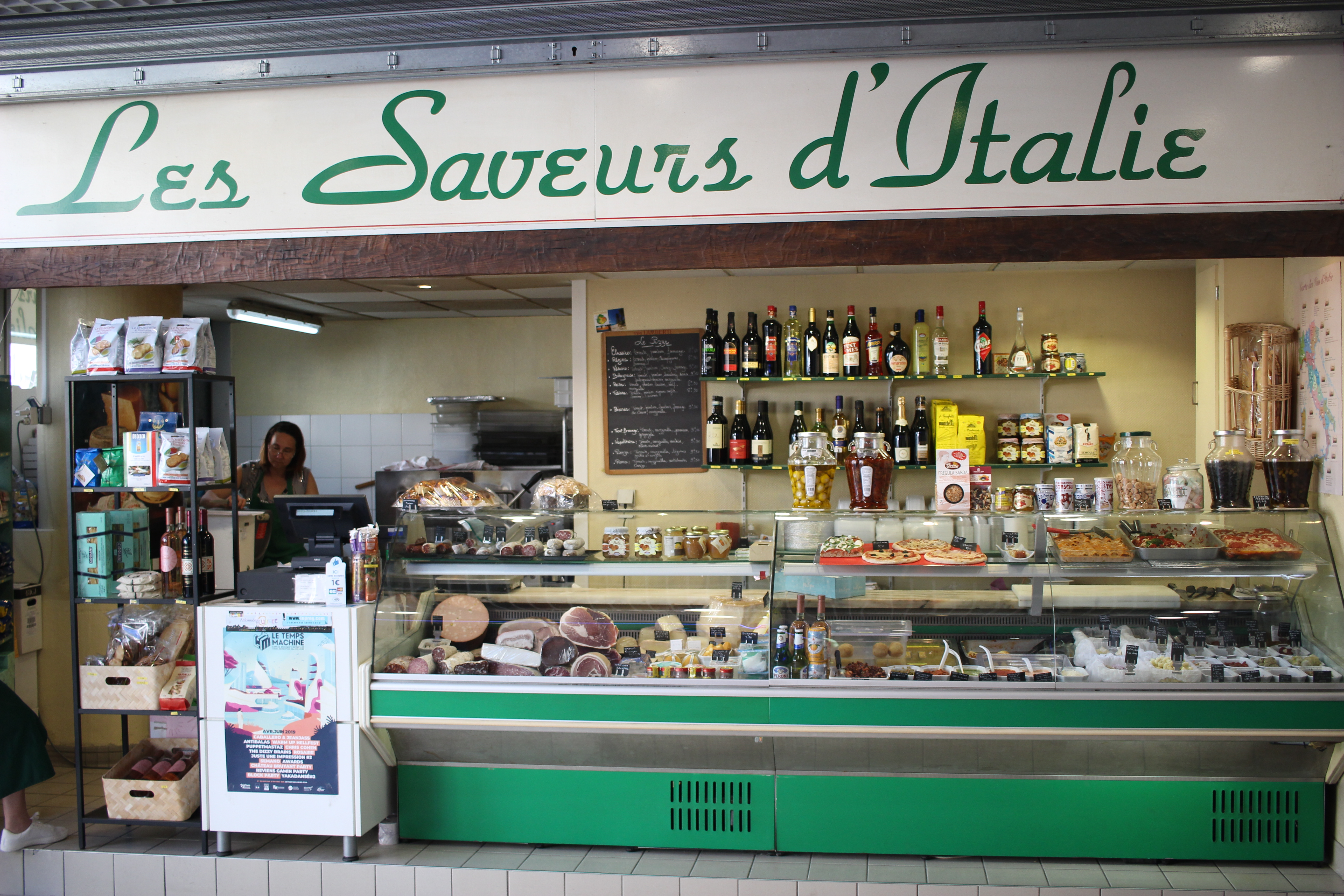
Magasin de spécialités italiennes